# Velek Koudelník z Březnice
Mařík Velek Šeňk, zvaný Koudelník, z Březnice (okolo 1380 – 28. dubna 1430 u Trnavy) (v Žižkových polních řádech takto veden)
byl český přívrženec husitství a husitský hejtman. Stal se významnou postavou sirotčího svazu, absolvoval několik bitev husitských válek. Zahynul v boji během bitvy u Trnavy,, pro husity vítězné, svedené v rámci jedné z husitských spanilých jízd.

## Život
Jeho původ je odvozen od města Březnice v jihozápadních Čechách. Po upálení mistra Jana Husa se přidal na stranu vznikajícího husitského hnutí. Přibližně od roku 1420 se účastnil ozbrojených akcí ve vojsku Jana Žižky z Trocnova, po jehož smrti roku 1424 se stal jedním z předních vojevůdců tzv. sirotčího svazu. Po boku Jana Královce z Kralovic působil jako sirotčí hejtman pod velením Kuneše z Bělovic. Roku 1427 se podílel na velení výpravy táboritů a sirotků pod vedením Prokopa Holého a Prokopa Malého do Lužice a do Slezska, odkud se vrátili se značnou kořistí. Téhož roku se pak zapojil do neúspěšného husitského obléhání Plzně. Roku 1429 se zapojil do bojů mezi Starým a Novým Městem Pražským na straně Novoměstských. Roku 1429 velel jednomu z vojů další spanilé jízdy sirotků do Slezska.
Z jara 1430 podnikl s asi 10 tisíci muži velkou výpravu do Rakous a do Uher. V Horních Uhrách při řece Váh, nedaleko města Trnavy, se pak strhla krvavá bitva mezi husitským a uherským vojskem. Uherské vojsko bylo poraženo, s odhadovanými ztrátami snad až 6 tisíc mužů, sám Velek z Březnice však v boji zahynul.
Husitské vojsko se krátce po bitvě stáhlo a i s kořistí vrátilo nazpět do Čech.